# Departament de Seguretat Nacional dels Estats Units
El Departament de Seguretat Nacional dels Estats Units (en anglès: United States Department of Homeland Security), abreujat com DHS i comunament dit Seguretat Nacional (Homeland Security), és un ministeri del Govern dels Estats Units amb la responsabilitat de protegir el territori nord-americà d'atacs terroristes i respondre a desastres naturals. El departament es va crear a partir de 24 agències federals ja existents en resposta als atemptats de l'11 de setembre de 2001.
Mentre que el Departament de Defensa s'encarrega d'accions militars, el Departament de Seguretat Nacional treballa en l'esfera civil per protegir els Estats Units dins i fora de les seves fronteres. El seu objectiu és preparar-se, prevenir i respondre a emergències nacionals, especialment el terrorisme. D'acord amb Peter Andreas, expert en geopolítica, la creació del DHS va constituir la reorganització governamental més important dels Estats Units des de la Guerra Freda.
Amb més de 200.000 empleats, Seguretat Nacional és el tercer ministeri més gran del govern federal dels Estats Units per sota del Departament de Defensa i el Departament d'Assumptes dels Veterans. La política del Departament es coordina a la Casa Blanca pel Consell de Seguretat Nacional, amb Frances Townsend com a Assessora de Seguretat Nacional. Altres ministeris amb responsabilitats en la seguretat nacional són el Departament de Salut i Serveis Humans, el Departament de Justícia i el Departament d'Energia. Entre les crítiques al departament es poden citar el suposat balafiament i l'ineficient ús dels seus grans recursos econòmics i la violació de la privadesa i les llibertats civils dels ciutadans nord-americans i estrangers.

## Divisions
- Servei d'Immigració i Control de Duanes dels Estats Units
- Servei de Ciutadania i Immigració dels Estats Units
- Oficina de Duanes i Protecció Fronterera dels Estats Units
- Servei Secret dels Estats Units